# Add the Blonde
Add the Blonde – debiutancki album studyjny polskiej piosenkarki Margaret, wydany 26 sierpnia 2014 przez wytwórnię Magic Records w dystrybucji Universal Music Polska.
Materiał zgromadzony na płycie składa się z 14 anglojęzycznych utworów, obejmuje on całościowy materiał minialbumu All I Need oraz 8 premierowych kompozycji. Część piosenek współtworzyła sama wokalistka. Producentami albumu byli zaś Joakim Buddee i Martin Eriksson oraz Ant Whiting.
Wydawnictwo promowały single: „Wasted”, „Start a Fire” – oficjalny hymn Mistrzostw Świata w Piłce Siatkowej Mężczyzn 2014 oraz „Heartbeat”. Album dotarł do 8. miejsca na polskiej liście sprzedaży OLiS i uzyskał certyfikat platynowej płyty. Add the Blonde zdobył ponadto nominację do SuperJedynek 2015 w kategorii SuperAlbum.
W 2016 roku ukazała się reedycja płyty, która została rozszerzona o dwa nowe single „Cool Me Down” (wraz z trzema jego remiksami) i „Elephant” oraz utwór „Smak radości”.

## Informacje o wydawnictwie
Nie wiem czy znajduje się tyle przymiotników by opisać te 13 piosenek składających się na tę płytę. Za tymi utworami kryją się przede wszystkim emocje, a o nich ciężko pisać krótko, ciężko definiować, ciężko określać. Nie wiem również czy to pop czy jakiś inny mieszaniec. Jedna rzecz jest pewna, ten pierwszy longplay jest spełnieniem moich marzeń.

21 lipca 2014 Margaret za pośrednictwem swoich oficjalnych kont na serwisach społecznościowych przedstawiła okładkę swojego debiutanckiego albumu studyjnego oraz jego nazwę – Add the Blonde. Tego samego dnia portale internetowe poinformowały o szczegółach dotyczących wydawnictwa. Ujawniono datę wydania longplaya, którą przewidziano na 26 sierpnia oraz tracklistę płyty, obejmującą 13 utworów, w tym: całościowy materiał z minialbumu All I Need, singel „Wasted” i 6 premierowych kompozycji. Na początku sierpnia do listy utworów, jako 14. pozycję na albumie, dodano nagranie „Start a Fire”, które powstało na potrzeby Mistrzostw Świata w Piłce Siatkowej Mężczyzn 2014 jako oficjalny hymn wydarzenia. Całość płyty została utrzymana w stylistyce popowej.

## Twórcy
Płytę wyprodukowali szwedzcy producenci Joakim Buddee i Martin Eriksson oraz angielski producent Ant Whiting, współpracujący wcześniej z m.in. Pixie Lott, M.I.A. czy Johnem Newmanem. Część utworów zamieszczonych na płycie współtworzyła sama Margaret. Wśród autorów kompozycji znaleźli się ponadto m.in. Thomas Karlsson, Joakim Buddee, Katy Rose, Martin Eriksson, Lovisa Birgersson, Ant Whiting czy Olga Czyżykiewicz.

W tworzeniu muzyki, chodzi o znalezienie wspólnego języka. Taki też znalazłam z moimi producentami. Tak naprawdę to w jakim języku mówi moja ekipa nie ma znaczenia, ponieważ koniec końców wszyscy musimy mówić jednym językiem - muzycznym. Tylko to się liczy.

## Wydanie i sprzedaż
Album został wydany 26 sierpnia 2014 w Polsce przez wytwórnię Magic Records w dystrybucji Universal Music Polska. Patronat nad wydawnictwem objęli: RMF FM, Glamour, empik.com, All About Music, muzodajnia.pl, cgm.pl, VIVA oraz onet.pl.
Płyta trafiła na 8. miejsce na liście pięćdziesięciu najlepiej sprzedających się albumów w Polsce. Wydawnictwo zdobyło ponadto certyfikat platynowej płyty za sprzedaż w nakładzie przekraczającym 30 tysięcy egzemplarzy.
23 grudnia 2014 album ukazał się na winylu.
W 2016 roku do sprzedaży trafiła reedycja płyty, poszerzona o 6 utworów: single „Cool Me Down” (i jego trzy remiksy) oraz „Elephant”, a także utwór „Smak radości”. Oficjalna premiera wydawnictwa odbyła się 2 grudnia, jednak we wrześniu album był przedpremierowo dostępny w sieci sklepów Biedronka.

## Single
Na pierwszy singel promujący wydawnictwo został wybrany utwór „Wasted”, wydany 15 stycznia 2014. Piosenka była notowana na wielu radiowych listach przebojów. Dotarła ponadto do 6. miejsca listy AirPlay, najczęściej granych utworów w polskich rozgłośniach radiowych, na której utrzymywała się przez 10 tygodni.
Pod koniec sierpnia 2014 wytwórnia Magic Records poinformowała, że drugim singlem promującym płytę została kompozycja „Start a Fire”. Premiera radiowa singla odbyła się 21 sierpnia na antenie rozgłośni RMF FM. Nagranie znalazło się na 10. miejscu w zestawieniu najczęściej odtwarzanych piosenek w stacjach radiowych.
Na początku lutego 2015 Margaret w jednym z wywiadów potwierdziła wybór piosenki „Heartbeat” na trzeci singel promujący wydawnictwo. Swoją premierę radiową singel miał 23 lutego w radiostacji Eska. Utwór był notowany na 11. pozycji w zestawieniu AirPlay.
Reedycję albumu promowały single „Cool Me Down” i „Elephant”, notowane kolejno na 4. i 21. miejscu na liście AirPlay.

## Strona wizualna
Egzemplarze płyty w formacie CD zostały wykonane w formie książeczki, w której na poszczególnych stronach, na tle rysunków autorstwa Bogny Kowalczyk, umieszczono teksty piosenek wraz z informacjami odnośnie do autorów kompozycji. Projekt okładki wykonał Tomasz Kudlak, zaś sesję zdjęciową do albumu przeprowadziła Antonina Dolani.
- Zdjęcia: Antonina Dolani
- Projekt graficzny: Tomasz Kudlak
- Rysunki: Bogna Kowalczyk
- Makeup: Tomasz Kozak
- Włosy: Bartek Janusz

## Promocja albumu
3 kwietnia 2014 podczas koncertu w warszawskim klubie „Syreni Śpiew” Margaret premierowo zaprezentowała większość materiału z albumu.
Na początku sierpnia wytwórnia Magic Records zorganizowała konkurs na portalach społecznościowych, polegający na zaprezentowaniu w kreatywny sposób okładki płyty Add the Blonde. Dwunastu zwycięzców wybranych bezpośrednio przez samą piosenkarkę otrzymało zaproszenie do udziału w przedpremierowym odsłuchu albumu, który odbył się 12 sierpnia w Warszawie.
Przez 14 dni przed premierą wydawnictwa (12–25 sierpnia), Magic Records oraz Margaret za pośrednictwem portali społecznościowych prezentowali codziennie specjalnie zaprojektowane okładki do wszystkich utworów umieszczonych na krążku, które publikowane były w formie filmów wraz z ich piętnasto-sekundowymi fragmentami. Dzień po premierze Add the Blonde, piosenkarka wszystkie powstałe okładki zamieściła również w jednym z postów na prowadzonym przez siebie blogu.
W dniu premiery wydawnictwa tj. 26 sierpnia, wytwórnia Magic Records zorganizowała w warszawskim klubie „Iskra” pierwszy oficjalny zlot fanów Margaret. Ponadto z okazji premiery, Magic Records, wokalistka oraz empik.com wspólnie zorganizowali konkurs, w którym do wygrania były zakupy z samą artystką.
2 września Margaret podpisywała płyty Add the Blonde w jednym z warszawskich salonów Empik, a dzień później w jednym z salonów w Łodzi. Wokalistka gościła ponadto w salonach Empik m.in. w Gdańsku (26.09.2014) oraz Rzeszowie (1.10.2014).
W ramach promocji albumu artysta była także gościem w kilku programach telewizyjnych i internetowych m.in. w Maglu towarzyskim, prowadzonym przez Karolinę Korwin-Piotrowską i emitowanym na antenie TVN Style, czy też w internetowym talk-show 20m2 Łukasza.

## Lista utworów
Standardowa
| Nr  | Tytuł                 | Autorzy                                                                                | Czas  |
| --- | --------------------- | -------------------------------------------------------------------------------------- | ----- |
| 1.  | „Wasted”              | Thomas Karlsson, Emily Philips, Robert Uhlmann, Ant Whiting, Boris Potemkin            | 3:20  |
| 2.  | „Heartbeat”           | Małgorzata Jamroży, Joakim Buddee                                                      | 3:17  |
| 3.  | „Broke But Happy”     | Thomas Karlsson, Joakim Buddee                                                         | 3:42  |
| 4.  | „Too Little of Love”  | Małgorzata Jamroży, Joakim Buddee                                                      | 3:44  |
| 5.  | „As Good as You”      | Katy Rose, Joakim Buddee                                                               | 3:46  |
| 6.  | „Tell Me How Are Ya”  | Thomas Karlsson, Joakim Buddee, Martin Eriksson                                        | 3:27  |
| 7.  | „Thank You Very Much” | Thomas Karlsson, Joakim Buddee                                                         | 3:10  |
| 8.  | „All I Need”          | Thomas Karlsson, Katy Rose, Joakim Buddee, Martin Eriksson                             | 3:53  |
| 9.  | „L.O.L.”              | Mattias Olofsson, Joakim Buddee                                                        | 3:12  |
| 10. | „I Get Along”         | Thomas Karlsson, Joakim Buddee, Martin Eriksson                                        | 3:24  |
| 11. | „Click”               | Thomas Karlsson, Joakim Buddee, Lovisa Birgersson, Martin Eriksson                     | 3:27  |
| 12. | „Get Away”            | Thomas Karlsson, Joakim Buddee, Martin Eriksson, Małgorzata Jamroży, Olga Czyżykiewicz | 3:03  |
| 13. | „Dance for 2”         | Małgorzata Jamroży, Joakim Buddee, Thomas Karlsson                                     | 2:54  |
| 14. | „Start a Fire”        | Thomas Karlsson, Mats Tärnfors                                                         | 3:23  |
|     |                       | Całkowita długość:                                                                     | 47:42 |

Reedycja
| Nr  | Tytuł                              | Autorzy                                                                                   | Czas    |
| --- | ---------------------------------- | ----------------------------------------------------------------------------------------- | ------- |
| 1.  | „Cool Me Down”                     | Robert Uhlmann, Arash, Alex Papaconstantinou, Anderz Wrethov, Viktor Svensson, Linnea Deb | 3:01    |
| 2.  | „Elephant”                         | Małgorzata Jamroży, Joakim Buddee, Thomas Karlsson                                        | 3:07    |
| 3.  | „Smak radości”                     | Tom Anthony, Gavin Spencer, Terry Boyle, Ewelina Kordy, Joanna Senieka                    | 2:19    |
| 4.  | „Wasted”                           | Thomas Karlsson, Emily Philips, Robert Uhlmann, Ant Whiting, Boris Potemkin               | 3:20    |
| 5.  | „Heartbeat”                        | Małgorzata Jamroży, Joakim Buddee                                                         | 3:17    |
| 6.  | „Broke But Happy”                  | Thomas Karlsson, Joakim Buddee                                                            | 3:42    |
| 7.  | „Too Little of Love”               | Małgorzata Jamroży, Joakim Buddee                                                         | 3:44    |
| 8.  | „As Good as You”                   | Katy Rose, Joakim Buddee                                                                  | 3:46    |
| 9.  | „Tell Me How Are Ya”               | Thomas Karlsson, Joakim Buddee, Martin Eriksson                                           | 3:27    |
| 10. | „Thank You Very Much”              | Thomas Karlsson, Joakim Buddee                                                            | 3:10    |
| 11. | „All I Need”                       | Thomas Karlsson, Katy Rose, Joakim Buddee, Martin Eriksson                                | 3:53    |
| 12. | „L.O.L.”                           | Mattias Olofsson, Joakim Buddee                                                           | 3:12    |
| 13. | „I Get Along”                      | Thomas Karlsson, Joakim Buddee, Martin Eriksson                                           | 3:24    |
| 14. | „Click”                            | Thomas Karlsson, Joakim Buddee, Lovisa Birgersson, Martin Eriksson                        | 3:27    |
| 15. | „Get Away”                         | Thomas Karlsson, Joakim Buddee, Martin Eriksson, Małgorzata Jamroży, Olga Czyżykiewicz    | 3:03    |
| 16. | „Dance for 2”                      | Małgorzata Jamroży, Joakim Buddee, Thomas Karlsson                                        | 2:54    |
| 17. | „Start a Fire”                     | Thomas Karlsson, Mats Tärnfors                                                            | 3:23    |
| 18. | „Cool Me Down” (Antrox Remix)      | Robert Uhlmann, Arash, Alex Papaconstantinou, Anderz Wrethov, Viktor Svensson, Linnea Deb | 4:21    |
| 19. | „Cool Me Down” (Decaville Remix)   | Robert Uhlmann, Arash, Alex Papaconstantinou, Anderz Wrethov, Viktor Svensson, Linnea Deb | 4:08    |
| 20. | „Cool Me Down” (Mike Candys Remix) | Robert Uhlmann, Arash, Alex Papaconstantinou, Anderz Wrethov, Viktor Svensson, Linnea Deb | 4:44    |
|     |                                    | Całkowita długość:                                                                        | 1:09:38 |

## Pozycja na liście sprzedaży
| Kraj   | Lista (2014)              | Najwyższa pozycja |
| ------ | ------------------------- | ----------------- |
| Polska | Oficjalna Lista Sprzedaży | 8                 |

## Certyfikat
| Kraj          | Certyfikat      | Sprzedaż |
| ------------- | --------------- | -------- |
| Polska (ZPAV) | platynowa płyta | 30 000+  |

## Wyróżnienia
| Rok  | Nagrody      | Kategoria  | Rezultat  |
| ---- | ------------ | ---------- | --------- |
| 2015 | SuperJedynki | SuperAlbum | Nominacja |